# Дравосбург (Пенсільванія)
Дравосбург (англ. Dravosburg) — місто (англ. borough) в США, в окрузі Аллегені штату Пенсільванія. Населення — 1612 особи (2020).

## Географія
Дравосбург розташований за координатами 40°21′3″ пн. ш. 79°53′26″ зх. д. / 40.35083° пн. ш. 79.89056° зх. д. (40.350816, -79.890602).  За даними Бюро перепису населення США в 2010 році місто мало площу 2,75 км², з яких 2,51 км² — суходіл та 0,25 км² — водойми.

## Демографія
Згідно з переписом 2010 року, у селищі мешкали 1792 особи в 892 домогосподарствах у складі 473 родин. Густота населення становила 651 особа/км².  Було 1000 помешкань (363/км²).
Расовий склад населення:
| - 94,4 % — білих - 3,0 % — чорних або афроамериканців - 0,7 % — корінних американців - 0,3 % — азіатів |

До двох чи більше рас належало 1,7 %. Частка іспаномовних становила 1,1 % від усіх жителів.
За віковим діапазоном населення розподілялося таким чином: 15,2 % — особи молодші 18 років, 64,5 % — особи у віці 18—64 років, 20,3 % — особи у віці 65 років та старші. Медіана віку мешканця становила 48,5 року. На 100 осіб жіночої статі у селищі припадало 91,9 чоловіків;  на 100 жінок у віці від 18 років та старших — 88,4 чоловіків також старших 18 років.
Середній дохід на одне домашнє господарство  становив 54 016 доларів США (медіана — 42 594), а середній дохід на одну сім'ю — 70 164 долари (медіана — 63 929). Медіана доходів становила 46 319 доларів для чоловіків та 37 625 доларів для жінок. За межею бідності перебувало 12,3 % осіб, у тому числі 23,9 % дітей у віці до 18 років та 4,2 % осіб у віці 65 років та старших.
Цивільне працевлаштоване населення становило 927 осіб. Основні галузі зайнятості: освіта, охорона здоров'я та соціальна допомога — 27,9 %, виробництво — 16,7 %, роздрібна торгівля — 13,7 %, науковці, спеціалісти, менеджери — 11,7 %.